# Distretto di Jawand
Il distretto di Jawand è un distretto della provincia del Badghis, in Afghanistan. La popolazione viene stimata in 186.000 abitanti, mentre nel 1990 contava solo 46.403 abitanti. Il centro amministrativo è Jawand.
Il distretto, che conta circa 380 villaggi, soffre povertà e carenza di cibo. Non vi sono strade asfaltate, ospedali e scuole.